# クルト・ツィーエ
クルト・ツィーエ（Kurt Zehe, 1913年1月12日 -  1969年）は、ドイツのプロレスラー、映画俳優。身長が2.14mと非常に高く、靴のサイズは58cm、頭のサイズは68cmだった。

## 経歴
1913年、ケーニヒスベルクにて生を受ける。
1935年、ベルリンからほど近いナウェンに移る。ナウェンではレスリングの人気が高く、街のレスリングクラブに参加したツィーエもまもなくして地元の名物レスラーとなった。
1936年、ダンツィヒにて身長2.10mのポーランド人レスラー、レオン・グラボフスキー（Leon Grabowski）との試合を行った。試合は夜の8時半から始まった。当時「フルネルソンの王」（König des Doppelnelsons）の異名で知られたグラボフスキーのフルネルソンにも耐え、ツィーエはグラボフスキーを背負ったまま立ち上がって投げ飛ばした。2時間15分の激戦の末、ツィーエが勝利を収めた。
第二次世界大戦勃発後、キュストリンにて陸軍に入隊し、東部戦線にて従軍する。陸軍では彼のような巨人の入隊を想定していなかったため、被服一式やヘルメットなどの装備は彼の体格に合わせた特注品が作られた。また、毎日の食事として20ポンドのジャガイモと5-7リットルものシチューを配給されていた。敗戦と共に赤軍の捕虜となり、ソ連邦国内の収容所に送られる。1942年の計測では彼の体重は195kgだったが、収容所の貧しい食料配給の影響もあり、帰国時には135kgまで痩せていた。
帰国後、古い友人でもあったレスラーのパウル・ダーレ（Paul Daehre）を頼り、ダーレの働いていたベルリンの屠殺場にて職を得る。ここで廃棄用の屑肉、ときには冷蔵庫から盗み出した肉も食べることができたので、体重は徐々に戻り、まもなくしてレスラーとしての活動も再開した。1949年に『シュピーゲル・スポルト』誌の取材を受けた際には、当時運搬業を兼業していたレスラーのハンス・ルッヒ（Hans Ruch）とともにミュンヘンの宿屋に下宿しており、宿屋の主人は巨大かつ頑丈なベッドフレームを彼のために特別に用意したという。
1947年、当時の世界チャンプであったハンス・シュヴァルツ・ジュニア（ハンス・シュヴァルツの息子）を破る。1949年には体重が156kgに増す。さらに1952年には213.5kgとなり、「人間恐竜」(Homosaurier)の異名で呼ばれるようになった。1951年9月21日、フランクフルト・アム・マインでの試合でボクシングの元チャンプ、プリモ・カルネラに敗れる。また1952年にはハーリンゲイにて「ガルガンチュア」(„Gargantua“)のリングネームで英国の元ボクサー、ジャック・ドイルとの試合を行っているが破れている。
1939年から1953年まで、ツィーエはプロレスラーとして83回の試合を行った。
彼は戦前から映画俳優としても活動しており、1939年の映画『Robert und Bertram』で映画デビューを果たした。戦後も俳優活動を行い、1950年の映画『Schwarzwaldmädel』では、嫉妬深い農夫ゴットリープを演じた。『Schwarzwaldmelodie』や『Schwarzwälder Kirsch』でも同じような役を演じた。
1969年死去。